# Lyna Khoudri
Lyna Khoudri (Arabisch: لينا خضري,; Algiers, 3 oktober 1992) is een Algerijns-Franse actrice.

## Biografie
Khoudri werd geboren in 1992 in Algiers, Algerije, als dochter van een journalist en een violiste. Toen Khoudri 2 jaar oud was, verhuisde de familie als ballingen naar Aubervilliers, Frankrijk, na doodsbedreigingen vanwege het gevaar van het beroep van haar vader tijdens de Algerijnse burgeroorlog. Op 18-jarige leeftijd verwierf Khoudri het Franse staatsburgerschap. Khoudri ontving haar professionele opleiding aan het Théâtre national de la Colline in Parijs.
In 2017 won ze de Horizons (Italiaans: Orizzonti) voor beste actrice op het 74e Filmfestival van Venetië voor Les Bienheureux. In 2020 won ze de César voor beste jong vrouwelijk talent voor haar optreden in Papicha. In 2021 portretteerde ze een studentenactivist in Wes Andersons The French Dispatch. In 2023 portretteerde Khoudri Constance Bonacieux in Les Trois Mousquetaires: D'Artagnan en Les Trois Mousquetaires: Milady. Khoudri is sinds 2022 merkambassadeur van het Franse modehuis Chanel.

## Filmografie

### Films
Uitgezonderd korte films.
- 2016: Polina, danser sa vie als een leerling van Karl
- 2017: Les Bienheureux als Feriel
- 2017: La fête est finie als Amel
- 2017: Luna als Chloé
- 2019: Papicha als Nedjma
- 2019: Hors Normes als Ludivine
- 2020: Qu'un sang impur... als Assia Bent Aouda
- 2020: Gagarine als Diana
- 2021: Haute Couture als Jade
- 2021: The French Dispatch als Juliette
- 2021: La Place d'une autre als Nélie
- 2022: Lightyear als Izzy Hawthorne (stem Franse versie)
- 2022: Nos frangins als Sarah
- 2022: Novembre als Samia
- 2022: Houria als Houria
- 2023: Les Trois Mousquetaires: D'Artagnan als Constance Bonacieux
- 2023: Une zone à défendre als Myriam
- 2023: Les Trois Mousquetaires: Milady als Constance Bonacieux
- 2024: L'Empire als Line
- 2025: Eagles of the Republic als Donya
- 2025: 13 jours, 13 nuits als Eva

### Televisieseries
Uitgezonderd eenmalige gastrollen.
- 2019: Les Sauvages als Louna Benaïm (6 afleveringen)